# Aeroportul Taytay
Aeroportul Taytay (IATA: RZP, ICAO: RPSD) este un aeroport din Taytay⁠(d), Palawan⁠(d), Mimaropa⁠(d), Filipine ce deservește zona Taytay⁠(d). A fost numit după zona deservită.
Situat la o altitudine de 24 m, aeroportul dispune de o singură pistă.